# Маточник чебрецевий
Маточник чебрецевий, змієголовник чебрецевий (Dracocephalum thymiflorum) — вид трав'янистих рослин родини глухокропивові (Lamiaceae), поширений у східній Європі, північно- та південно-східній Азії.

## Опис
Однорічна трав'яниста рослина 10–60 см заввишки; коротко запушена. Нижні листки довго черешкові, яйцюваті, з серцеподібною основою, городчаті. Квітки в багатоквіткових кільцях, зібраних в суцвіття. Віночок 8–9 мм довжиною, лише трохи перевищує чашечку, ліловий.

## Поширення
Вид поширений у східній Європі, від Болгарії до Прибалтики й на схід до південного Сибіру та на південний схід до Ірану; інтродукований до деяких країн Європи та Далекого Сходу.
В Україні вид зростає як бур'ян на полях, відкритих засмічених місцях, степових схилах, лісових галявинах — Лісостепу (схід), Степу (північний схід), в інших районах трапляється як занесений.